# Koszelówka (powiat płocki)
Koszelówka – wieś sołecka w Polsce położona w województwie mazowieckim, w powiecie płockim, w gminie Łąck. Znajduje się nad Jeziorem Zdworskim - jednym z większych jezior w województwie mazowieckim.
W latach 1975–1998 miejscowość należała administracyjnie do województwa płockiego.